# Liste der Einträge im National Register of Historic Places im Washington County (Alabama)
Die Liste der Registered Historic Places im Washington County führt alle Bauwerke und historischen Stätten im Washington County in Alabama auf, die in das National Register of Historic Places aufgenommen wurden.

## Aktuelle Einträge
| Lfd. Nr. | Name                         | Bild | Datum der Eintragung | Adresse/Lage                                                                | Ort          | ID-Nr.   | Beschreibung |
| -------- | ---------------------------- | ---- | -------------------- | --------------------------------------------------------------------------- | ------------ | -------- | ------------ |
| 1        | McIntosh Log Church          |      | 20. Nov. 1974        | S of McIntosh off U.S. 43                                                   | McIntosh     | 74000439 |              |
| 2        | Old St. Stephens Site        |      | 29. Dez. 1970        | Address Restricted                                                          | St. Stephens | 70000111 |              |
| 3        | Washington County Courthouse |      | 3. Juli 1997         | Washington County 34. 0.5 mi. SE of jct. of Co. Rd. 34 and Old Stephens Rd. | St. Stephens | 97000655 |              |